# 混交林
混交林（）とは、上層が単一の樹種からなる純林（単純林）に対して、2種以上の高木からなる森林のことをいう。混合林（こんごうりん）ともいう。複数種が混交する場合でも、樹冠層が明瞭に異なる場合は階層混交林あるいは複層混交林と表現する。

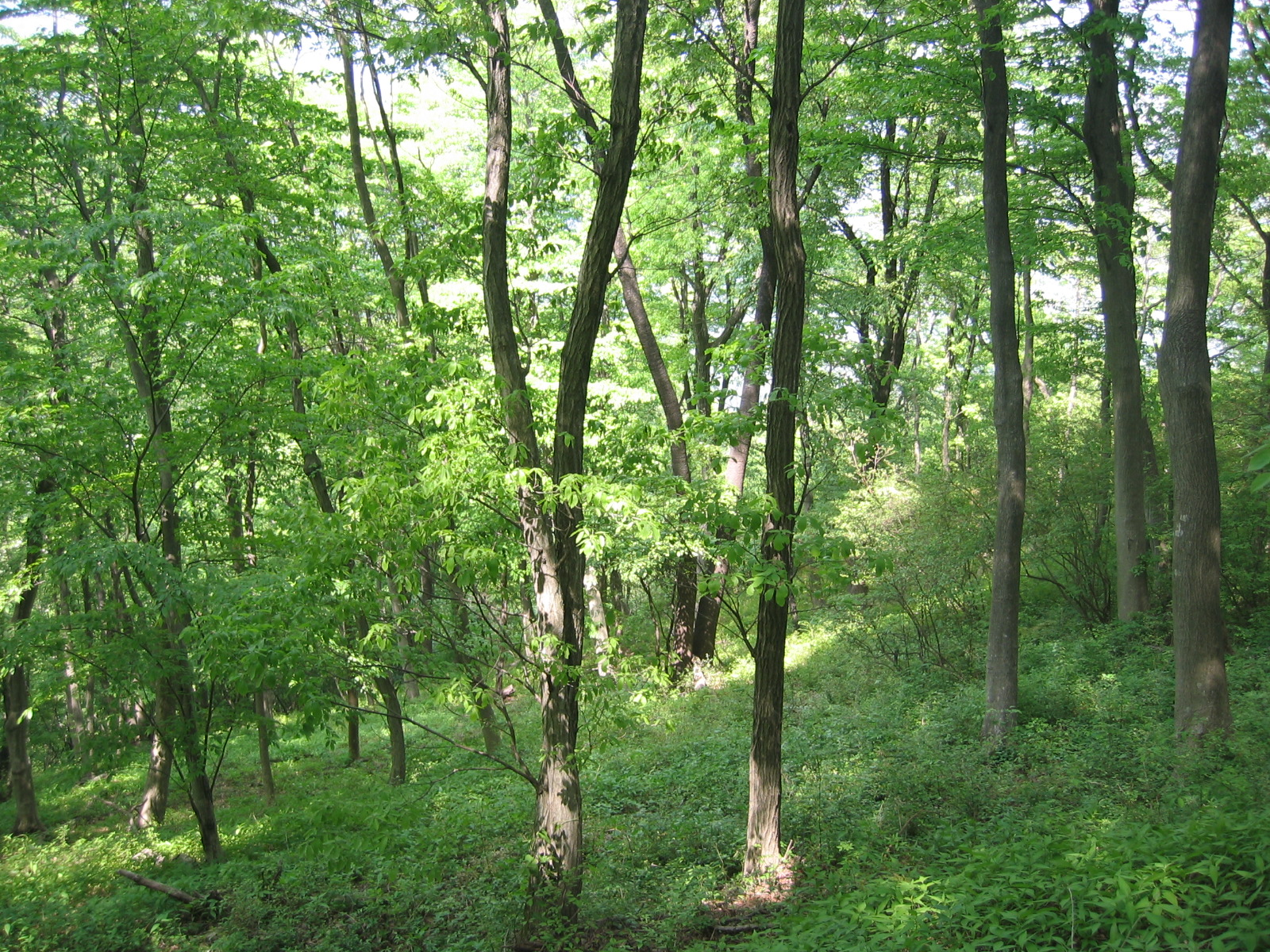
混交林

自然林では、多くの樹種から構成される混交林が一般的である。